# Senador José Porfírio
Senador José Porfírio là một đô thị thuộc bang Pará, Brasil. Đô thị này có diện tích 14374,09 km², dân số năm 2007 là 14370 người, mật độ 1 người/km².